# Drosendorf-Zissersdorf
Drosendorf-Zissersdorf è un comune austriaco di 1 223 abitanti nel distretto di Horn, in Bassa Austria; ha lo status di città (Stadtgemeinde).
Uno dei simboli di Drosendorf è una palla di cannone infissa nel muro di una casa: tale immagine evoca un episodio della guerra dei Trent'anni quando, appunto, una cannonata nemica non causò danni fuorché una ferita a un maiale.